# Церковь Воздвижения Креста Господня (Берёзово)
Церковь Воздвижения Креста Господня — православный храм Воронежской епархии. Расположена в селе Берёзово Рамонского района Воронежской области.

## История
Березово является одим из старейших поселений Воронежского края, возникшим в начале XVII века. В Писцовой книге 1615 года упоминается как село с деревянной церковью и 30 дворами. Березовская каменная церковь была построена в 1858 году. В конце XIX века была продана в Солнце-Дуброво, а на её месте в 1903 году появилась кирпичная церковь Вознесения Христова, впоследствии переименованная в Крестовоздвиженскую. Храм был воздвигнут на средства прихожан села, но большую часть денег внесли помещики Русановы. Церковь с высокой колокольней считалась самой красивой в округе.

## Современный статус
В настоящее время Крестовоздвиженская церковь в с. Березово является объектом исторического и культурного наследия областного значения.

## Фотографии

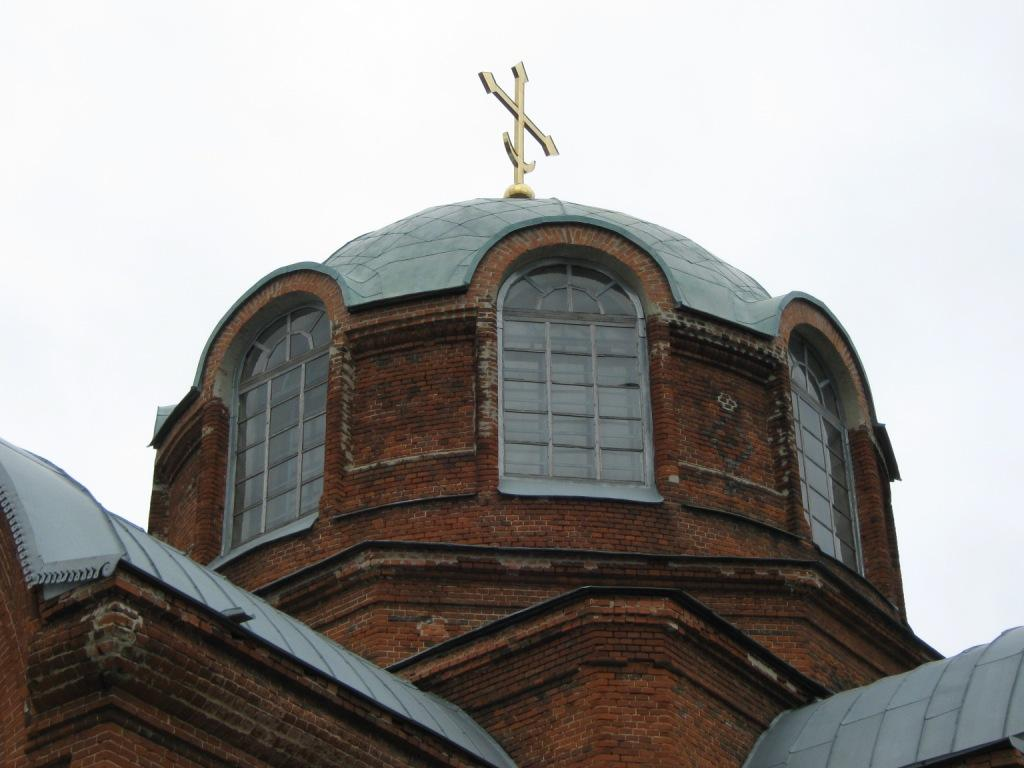
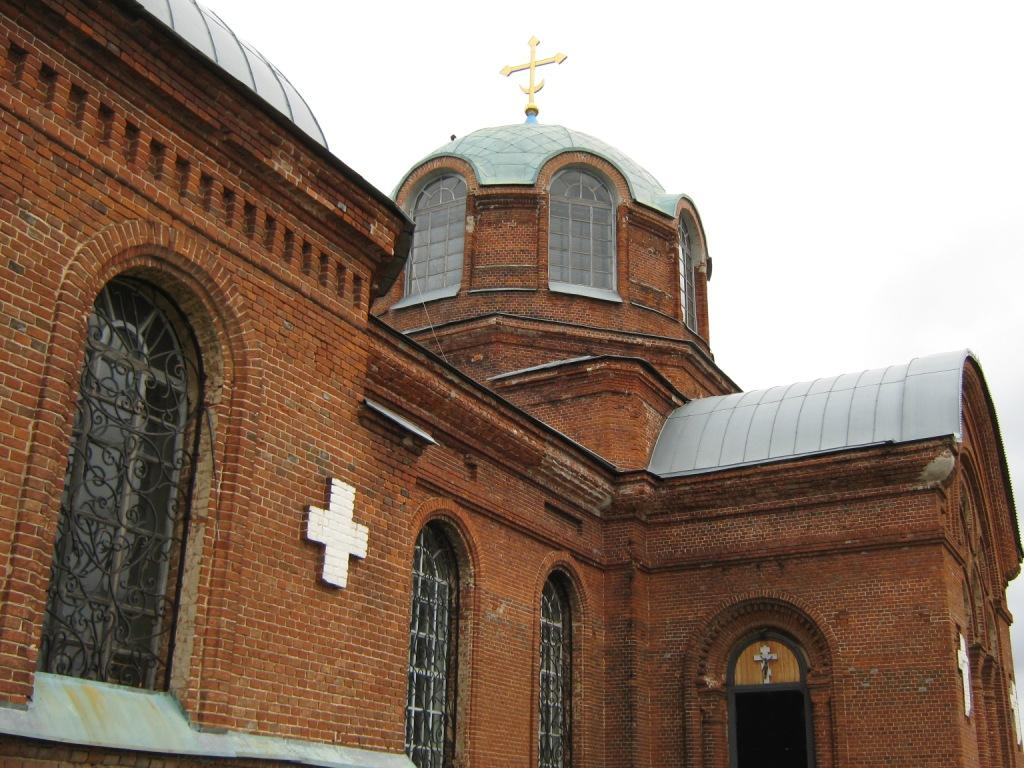
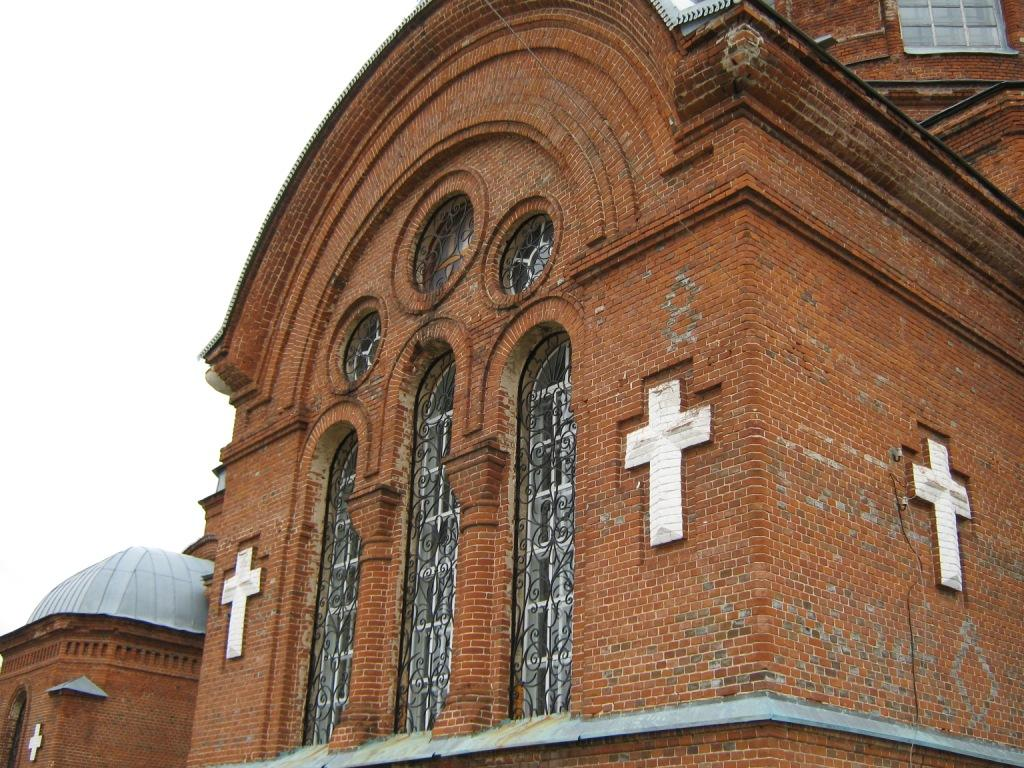
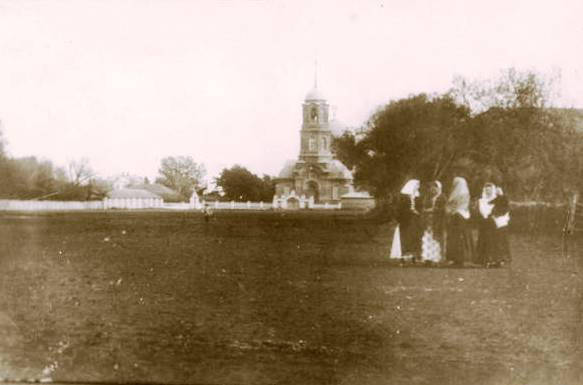
рестовоздвиженская церковь. Фото начала XX века